# Stadion Shahida Shiroudiego
Stadion Shahida Shiroudiego (do 1979 roku Stadion Amjadieh) – wielofunkcyjny stadion w stolicy Iranu, Teheranie. Obiekt może pomieścić 30 000 widzów. Został otwarty w 1942 roku. Nosi imię Shahida Alego Akbara Shiroudiego, irańskiego pilota wojskowego. Obiekt gościł wszystkie spotkania piłkarskiego Pucharu Azji w 1968 roku oraz młodzieżowych Mistrzostw Azji w roku 2000.